# 1459
Năm 1459 là một năm trong lịch Julius.

## Sinh
- 2 tháng 3 - Pope Adrian VI (mất 1523)
- 6 tháng 3 - Jacob Fugger, chủ ngân hàng Đức (mất 1525)
- 22 tháng 3 - Maximilian I, Hoàng đế La Mã Thần thánh (mất 1519)
- 6 tháng 10 - Martin Behaim, nhà thám hiểm và vẽ bản đồ người Đức (mất 1507)
- 22 tháng 12 - Cem (mất 1495)